# Оксибутират лития
Лития оксибат (лития оксибутират, лат. Lithii oxybutyras) — литиевая соль гамма-оксимасляной кислоты. 

## Общая информация
По химической структуре является литиевым аналогом оксибутирата натрия.
Лечебное действие препарата в основном связано с наличием в его молекуле иона лития, однако препарат обладает также элементами активности, свойственной натрия оксибутирату, — оказывает седативное действие. Сравнительно с лития карбонатом, оксибутират менее токсичен и более активен. Лития оксибутират можно вводить внутримышечно.
Показания к применению в основном такие же, как для лития карбоната: гипоманиакальные и маниакальные состояния и профилактика приступов аффективных расстройств. Применяют препарат также при психопатиях, неврозах, органических и других заболеваниях с рецидивирующими аффективными расстройствами.
Назначают лития оксибутират внутрь (после еды) или внутримышечно. Разовая доза — начиная с 0,5—1 г, суточная — до 3 г (в 2—3 приёма). При выраженном психомоторном возбуждении или отказе больного принимать препарат внутрь его вводят внутримышечно.
При применении с профилактической целью начинают с дозы 0,5 г.
Назначают также лития оксибутират в качестве антигипоксического средства. Имеются данные об антиаритмическом действии препарата, а также о применении лития карбоната для коррекции нейтропении при лучевом лечении больных лимфогранулематозом. Обнаружено, что препарат вызывает истинное повышение продукции гранулоцитов.

## Противопоказания
Во всех случаях применения лития оксибутирата необходимо соблюдать все меры предосторожности и учитывать противопоказания, предусмотренные для других литийсодержащих препаратов (см. препараты лития).
Терапия лития оксибатом также противопоказана при атриовентрикулярной блокаде, внутрижелудочковой блокаде, язвенной болезни желудка и 12-перстной кишки в стадии обострения, катаракте.

## Физические свойства
Белый или белый с едва заметным кремоватым оттенком кристаллический порошок. Легко растворим в воде, трудно в спирте; рН 20 % водного раствора 8,5—9,5.

## Форма выпуска
Формы выпуска: таблетки по 0,5 г; 20 % раствор в ампулах по 2 мл (0,4 г в ампуле).